# Доброму гению (фонтан)
Фонта́н «До́брому ге́нию» — фонтан-памятник в городе Феодосия, открытый в 2004 году ко дню города в память о выдающемся русском художнике Иване Константиновиче Айвазовском, который много сделал для родного города.

## Предыстория

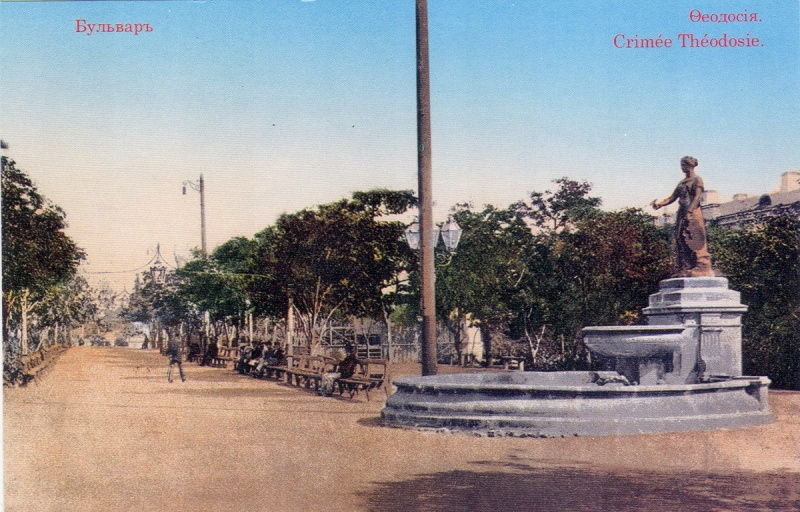
Фонтан Доброму гению. 1914 г.

В 1784 году, когда российские войска после занятия Феодосии находились в черте города, по распоряжению Потёмкина с целью пресечения расхищения был составлен план города, на котором были обозначены 33 фонтана и водоёмы.

Примерно через 40 лет, в 1820 году историк Муравьев-Апостол писал:

«... из оставшихся в наследство от турков 33 фонтанов осталось только 3, да и те настолько уже повредились, и в головах своих, откуда в них поступает вода, и в главных и боковых трубах, что в летнее время жители бедствовали от безводья, что отчасти происходило и оттого, что весь лес на окружающих Феодосию горах был истреблен до корня».

30 мая 1887 г. на заседании городской думы И.К. Айвазовский объявил о даре Феодосии, навечно, 50 000 вёдер (600 м³) субашской воды в сутки.
Субашский источник принадлежал его второй жене Саркисовой Анне Никитичне.
Дарственная А. Н. Айвазовской на 50 000 вёдер воды в сутки была передана городу 1 апреля 1888 года.
В 1890 году на улице Итальянской (в настоящее время — ул. Горького) по проекту архитектора В. А. Сроки был построен фонтан-памятник, ставший украшением Феодосии. Решение фонтана было оригинально. На постаменте была установлена бронзовая женская фигура, которая держала в руках раковину, из которой стекала вода в каменную чашу, и, переполняя её через края, спадала в бассейн, который возвышался над землёй. Со стороны фигуры находилась увенчанная лаврами палитра с надписью «Доброму гению». По рассказам старожилов, в бронзовой фигуре узнавалась Анна Никитична, жена художника И. К. Айвазовского.
В знак благодарности семье Айвазовского феодосийцы и установили этот фонтан-памятник. Однако из-за неправильно организованной системы стока воды фонтан и прилегающая территория вскоре была подтоплена, а фонтан закрыт.
В 1930-е годы бронзовая фигура была перенесена и установлена в центре круглого бетонного бассейна в городском саду, а каменные конструкции прежнего фонтана разобраны. Фонтан-памятник в значительной степени потерял свою первичную ценность.
В период Великой Отечественной войны памятник пропал. Последующая судьба памятника неизвестна. В послевоенные годы на этом месте был установлен памятник пионеру-партизану Вите Коробкову.

## Новый памятник
Новый памятник построен на средства Феодосийского горсовета при поддержке мэра города Владимира Шайдерова. Автор — феодосийский скульптор Валерий Замеховский. Скульптуру фонтана отливали по частям в Никополе, на Никопольском краностроительном заводе, части затем соединялись с помощью электросварки. Формовщик — Павел Борисович Олейников. Моделью для нового памятника послужила жительница Феодосии Кошельная Татьяна Александровна — известный ныне ювелир-художник.
Увенчивает композицию аркада с надписью «Великому Айвазовскому и ученикам его благодарная Феодосия» и фамилиями по сторонам: Фесслер, Латри, Ганзен, Лагорио.